# 세브르 조약
세브르 조약(Traité de Sèvres)은 제1차 세계 대전 후인 1920년 8월 10일에 프랑스 파리 근교의 세브르에서 연합국과 오스만 제국이 체결한 조약이다.
오스만 제국은 이 조약으로 인해 광범위한 영토를 상실했다. 연합국은 오스만 제국에서 터키가 아닌 영토를 모두 해체하여 점령하며, 이 조약은 터키 영토의 일부도 점령하는 것을 내용으로 하였다. 특히, 지중해 동쪽 지역은 영국과 프랑스가 갈라서 점령하여 영국 위임통치령 팔레스타인과 프랑스 위임통치령인 시리아 및 레바논이 설치되었다.
이 조약의 골격은 1920년 4월 생 르노 회의에서 결정되었다. 공화파인 앙카라 정부는 메흐메드 6세의 오스만 정부(이스탄불 정부)가 체결한 이 조약 중 특히 이즈미르와 동트라키아 지역을 그리스에 할양하는 것과 영국, 프랑스, 이탈리아 등 외세가 아나톨리아를 분할지배하고 터키의 내정에 간섭하는 것에 반대하였다. 조약 체결 후에 추가적인 영토 확대를 노리던 그리스의 도발로 시작된 터키-그리스 전쟁에서 승리한 앙카라 정부는 연합국과 다시 협상을 벌여 로잔 조약을 체결하고 현재의 터키 영토를 확정지었다.
결국 이 조약은 오스만 제국의 해체를 가져왔고, 현대의 터키가 탄생하는 계기가 되었다.

## 조약의 체결 과정
독일 제국이 베르사유 조약을 체결하면서 조약 체결 이전 오스만 제국과의 경제적 권리, 기업 투자를 포함한 모든 독일의 이권이 무효화되었다. 또한, 프랑스, 영국, 이탈리아는 같은 날에 비밀스런 "삼자 조약"을 체결했다. 이 삼자 조약에서는 영국이 석유 및 상업권의 양보를 받아내고 이 조약을 통해 오스만 제국의 전 독일계 기업을 합병했다. 세브르 조약은 베르사유 조약에서 독일 제국에게 부과된 조건보다 더욱 심각했다. 이 협상은 파리 강화 회의부터 시작해서 15개월 간 멈춰버렸다. 이후 협상은 1920년 런던 강화 회의에 재개되어 1920년 4월에는 생 르노 회의에서 구체적인 조약 내용을 정했다. 이후 협상은 다시 멈춰버렸지만 1915년부터 시작된 영국, 프랑스, 이탈리아의 오스만 제국의 해체 계획은 그대로 있었다. 강대국 사이 합의점을 찾지 못해 계속해서 연기되면서 차례로 터키 민족주의 운동이 부흥되었다. 세브르 조약은 터키 독립 정쟁 와중에 무효화되었으며, 이후 1923년 로잔 조약을 양국 사이 서명했고, 1924년에 비준되었다.
이 조약의 이름은 프랑스 세브르의 세브르 도자기 공장의 대표전시실에서 서명했다.
이 조약은 오스만 제국의 리자 테브픽 뵐루크바쉬, 그랜드 비지어 다마트 페리드 파샤, 대사 하디 파샤, 교육부 장관 레시드 할리 4명이 서명했으며 술탄 메흐메트 6세가 승인했다.
이 조약에서는 주요 연합국인 미국이 제외되었다. 러시아 소비에트 연방 사회주의 공화국도 1918년 브레스트-리토프스크 조약을 맺으면서 오스만 제국과 협상했기 때문에 제외되었다. 소비에트 러시아는 해당 조약에서 15차 러시아-튀르크 전쟁 이후 오스만 제국이 상실한 아르다한, 카르스 주, 바투미를 반환했다.
다른 연합국 중 그리스는 그려진 국경에 불만이 있었고 비준하지 않았다. 아르메니아 민주 공화국의 초대 대통령인 에베티스 아로니안도 1918년 6월 4일 바툼 조약에 서명하면서 이 조약에도 서명했다.

## 조약의 내용
- 이스탄불과 그 주변 일부를 제외한 동트라키아는 그리스에게 할양하고, 아나톨리아 중 이즈미르 지방은 그리스의 행정권 아래 둔다.
- 마라슈, 우르파 및 안테플 각 주(州)는 프랑스가, 코니아에서 바르크에실을 연결한 선의 남쪽에 위치한 아나톨리아 남서부는 이탈리아가 지배한다.
- 아르메니아의 독립을 승인한다.
- 보스포루스 해협은 국제 기관 해협 위원회의 관리 아래 둔다.
- 오스만 제국군은 5만 700명 이하로 군사력을 축소한다.
- 제국의 재정은 영국, 이탈리아, 프랑스가 결정권을 가진다.
- 아라비아 반도에서 헤자즈 왕국의 독립을 승인한다.
- 이라크와 팔레스타인은 영국이, 시리아와 레바논은 프랑스가 위임 통치한다.
- 이집트는 영국의 보호 아래 두고, 모로코와 튀니지는 프랑스의 보호 아래 둔다.

## 같이 보기
- 아르메니아 민주 공화국
- 터키-아르메니아 전쟁
- 미노리티 조약
- 터키

## 추가 자료
- Fromkin, David (1989). 《A Peace to End All Peace: Creating the Modern Middle East, 1914–1922》. New York: H. Holt. ISBN 0-8050-0857-8.